# Madagaszkári falakóboa
A madagaszkári falakóboa (Sanzinia madagascariensis, korábban Boa manditra) a hüllők (Reptilia) osztályának pikkelyes hüllők (Squamata) rendjébe, ezen belül az óriáskígyófélék (Boidae) családjába tartozó faj.

## Képek

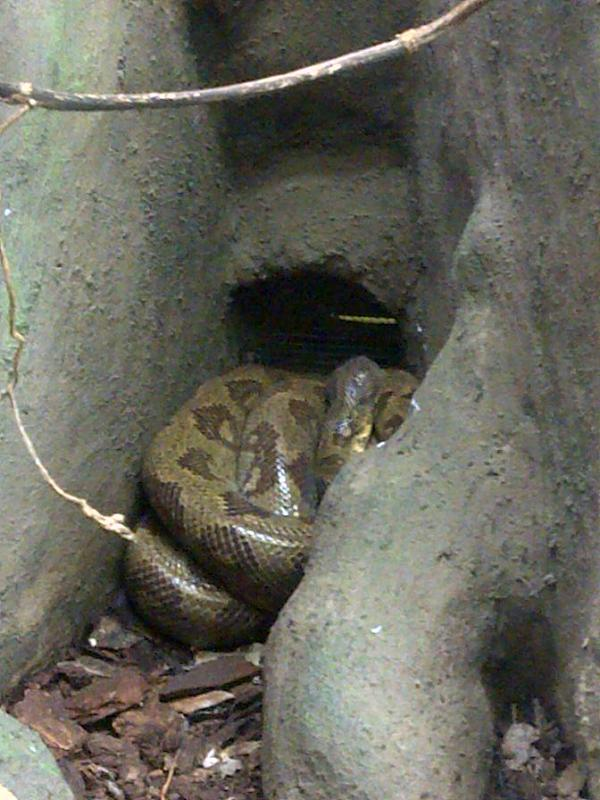
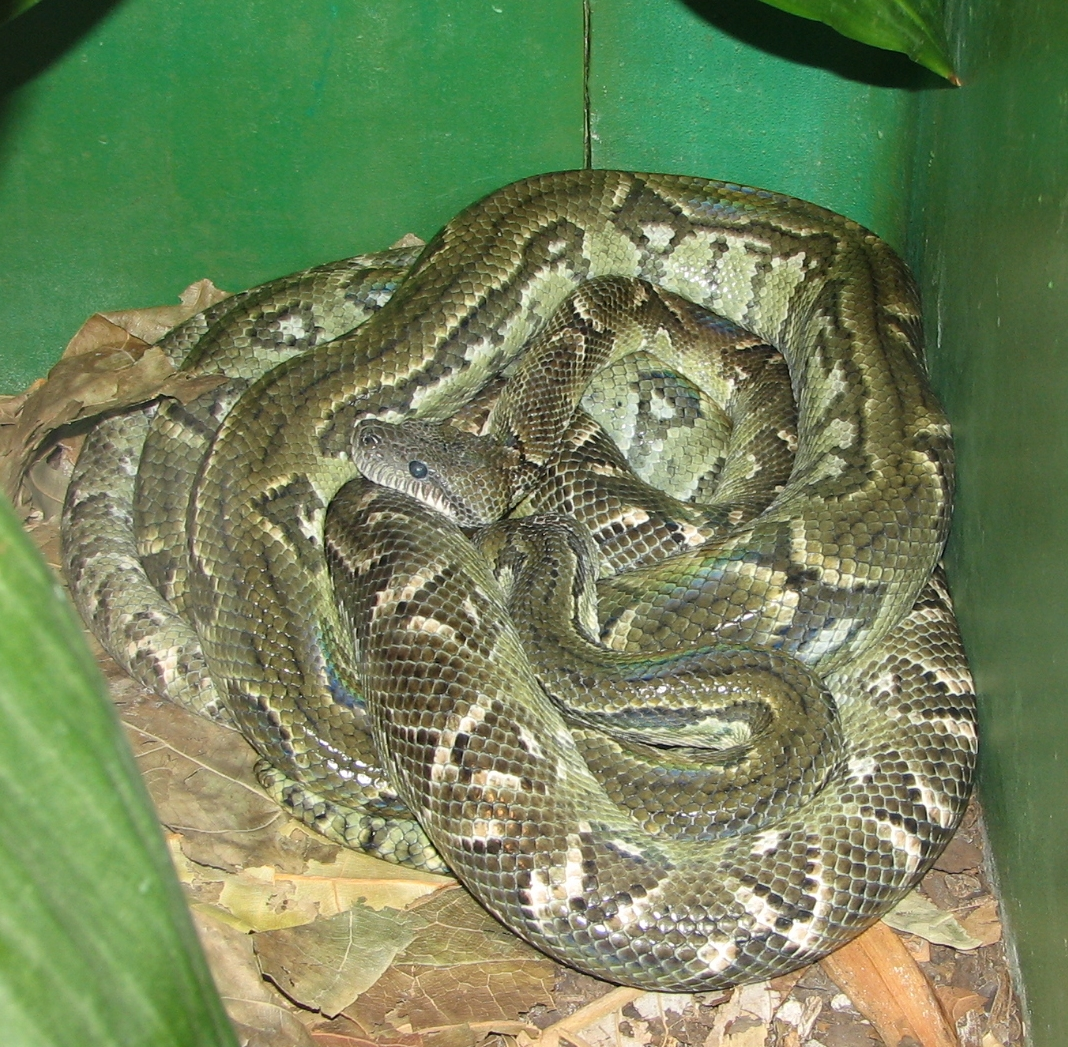
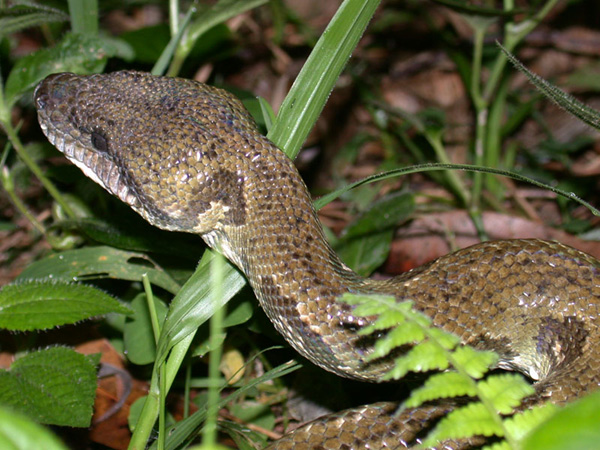

## Előfordulása
A madagaszkári falakóboa Madagaszkár egyik endemikus kígyófaja.

## Megjelenése
Általában 122-152 centiméter hosszú, azonban 213 centiméteresre is megnőhet. A nőstény nagyobb a hímnél. A hőérzékelő szervei a száj körüli pikkelyek között vannak. Két színváltozata van. Az egyik zöld vagy szürkés-zöld, és a faj elterjedésének a keleti részén él, míg a másik sárga, narancssárga vagy barna, és a másiktól nyugatabbra lelhető fel. A zöld színű példányok egyharmaddal kisebbek, mint a sárga színű madagaszkári falakóboák.

## Életmódja
A mocsarak, folyók, patakok melletti erdőket és bozótosokat választja élőhelyül. Főleg a fákon, de a talajon is vadászik. Éjszaka tevékeny. Tápláléka madarak, denevérek és egyéb kisemlősök.

## Szaporodása
Álelevenszülő állat, mivel a kis kígyók az anyjuk testében kelnek ki a tojásból. Körülbelül 12 darab, 38 centiméteres, rikító vörös színű kis madagaszkári falakóboa jön a világra. A „vemhesség” alatt a nőstények sötétebb színt öltenek, hogy segítsék a testük gyorsabb felmelegedését.

## Védelmi intézkedések
A madagaszkári falakóboa felkerült a Washingtoni egyezmény (CITES) 1. listájára, tehát nem szabad kereskedni vele, csak kutatási célokból lehet befogni.

## Fordítás
- Ez a szócikk részben vagy egészben  a   Sanzinia madagascariensis című angol Wikipédia-szócikk ezen változatának fordításán alapul.  Az eredeti cikk szerkesztőit annak laptörténete sorolja fel. Ez a jelzés csupán a megfogalmazás eredetét és a szerzői jogokat jelzi, nem szolgál a cikkben szereplő információk forrásmegjelöléseként.